# あきらめられない夢に
「あきらめられない夢に」（あきらめられないゆめに）は、田村直美の2枚目のシングル。

## 内容
1か月ぶりにリリースした本作は、テレビ朝日系『お姉さんの朝帰り II』オープニング・テーマ。

## 収録曲
1. あきらめられない夢に
作詞：田村直美　作曲：田村直美・石川寛門　編曲：Joey Carbone・鷹羽仁
2. NERVOUS BREAK DOWN
作詞：田村直美　作曲：田村直美・石川寛門　編曲：Joey Carbone・鷹羽仁
3. あきらめられない夢に (inst.)